# Who's Been Talkin'
Who's Been Talkin' is het debuutalbum van Robert Cray en zijn band. De muziek werd in 1978 in twee sessies opgenomen en Bruce Bromberg, Dennis Walker en Dave Stewart verzorgden de muzikale productie. Het album werd pas in 1980 uitgebracht door Tomato Records, dat kort erna failliet ging. Op dit album staan liedjes waar hij in zijn beginjaren door beïnvloed is en nummers die hij zelf geschreven heeft. Hij speelt op het gehele album in een 12-matig bluesschema en zijn gitaarspel werd vergeleken met dat van B.B. King. Met Who's Been Talkin' verwierf Cray succes noch bekendheid, mede door de ondergang van het platenlabel. Het album is later heruitgegeven met als titel Too Many Cooks.

## Tracklist
| Nr. | Titel                               | Schrijver(s)           | Duur |
| --- | ----------------------------------- | ---------------------- | ---- |
| 1.  | Too Many Cooks                      | Willie Dixon           | 2:49 |
| 2.  | The Score                           | D. Amy                 | 4:07 |
| 3.  | The Welfare (Turns Its Back on You) | Sonny Thompson, Weaver | 3:18 |
| 4.  | That's What I'll Do                 | Cray                   | 2:37 |
| 5.  | I'd Rather Be a Wino                | Amy, Cray              | 4:50 |

| Nr. | Titel                                | Schrijver(s)    | Duur |
| --- | ------------------------------------ | --------------- | ---- |
| 1.  | Who's Been Talkin'                   | Chester Burnett | 3:50 |
| 2.  | Sleeping in the Ground               | Sam Myers       | 3:20 |
| 3.  | I'm Gonna Forget about You           | O.V. Wright     | 3:10 |
| 4.  | Nice As a Fool Can Be                | Cray            | 3:18 |
| 5.  | If You're Thinkin' What I'm Thinkin' | Cray            | 4:23 |

## Musici
- Robert Cray - zang, gitaar
- Richard Cousins - basgitaar (A1, A3, B1, B3)
- Curtis Salgado - mondharmonica (A1, A3, B1, B3)
- Davie Li - saxofoon
- Tom Murphy - drums (A1, A3, B1, B3)

- David Stewart - piano (A1, A3, B1, B3)
- Nolan Smith - trompet
- Dennis Walker - basgitaar (A2, A4, A5, B2, B4, B5)
- Buster Jones - drums (A2, A4, A5, B2, B4, B5)
- Nat Dove - toetsen (A2, A4, A5, B2, B4, B5)